# Bahnstrecke Kroměříž–Zborovice
| Kursbuchstrecke (SŽ): | 305                  |                                               |                                               |
| Streckenlänge: | 16,651 km            |                                               |                                               |
| Spurweite: | 1435 mm (Normalspur) |                                               |                                               |
| Streckenklasse: | C2 / B2              |                                               |                                               |
| Streckengeschwindigkeit: | 70 km/h              |                                               |                                               |
| |                      |                                               |                                               |
| \| \| \| von Kojetín (vorm. Kremsierer Eisenbahn) \| \| \| \| 0,000 \| Kroměříž früher Kremsier \| Kroměříž früher Kremsier \| \| \| \| nach Český Těšín (vorm. Kremsierer Eisenbahn) \| \| \| \| \| Morava \| \| \| \| 1,237 \| Kroměříž-Oskol \| Kroměříž-Oskol \| \| \| 2,575 \| Kotojedy früher Kotojed \| Kotojedy früher Kotojed \| \| \| \| Kotojedka \| \| \| \| 5,567 \| Jarohněvice früher Jahronowitz \| Jarohněvice früher Jahronowitz \| \| \| 7,470 \| Šelešovice früher Scheleschowitz \| Šelešovice früher Scheleschowitz \| \| \| 9,416 \| Skržice \| Skržice \| \| \| 12,376 \| Zdounky früher Zdounek \| Zdounky früher Zdounek \| \| \| \| Kotojedka \| \| \| \| 15,650 \| Zborovice zastávka \| Zborovice zastávka \| \| \| 16,651 \| Zborovice früher Zborowitz \| Zborovice früher Zborowitz \| |                      |                                               |                                               |
| Strecke |                      | von Kojetín (vorm. Kremsierer Eisenbahn)      | von Kojetín (vorm. Kremsierer Eisenbahn)      |
| Bahnhof | 0,000                | Kroměříž früher Kremsier                      | Kroměříž früher Kremsier                      |
| Abzweig geradeaus und nach links |                      | nach Český Těšín (vorm. Kremsierer Eisenbahn) | nach Český Těšín (vorm. Kremsierer Eisenbahn) |
| Brücke über Wasserlauf |                      | Morava                                        | Morava                                        |
| Haltepunkt / Haltestelle | 1,237                | Kroměříž-Oskol                                | Kroměříž-Oskol                                |
| Haltepunkt / Haltestelle | 2,575                | Kotojedy früher Kotojed                       | Kotojedy früher Kotojed                       |
| Brücke über Wasserlauf |                      | Kotojedka                                     | Kotojedka                                     |
| Haltepunkt / Haltestelle | 5,567                | Jarohněvice früher Jahronowitz                | Jarohněvice früher Jahronowitz                |
| Haltepunkt / Haltestelle | 7,470                | Šelešovice früher Scheleschowitz              | Šelešovice früher Scheleschowitz              |
| Haltepunkt / Haltestelle | 9,416                | Skržice                                       | Skržice                                       |
| Bahnhof | 12,376               | Zdounky früher Zdounek                        | Zdounky früher Zdounek                        |
| Brücke über Wasserlauf |                      | Kotojedka                                     | Kotojedka                                     |
| Haltepunkt / Haltestelle | 15,650               | Zborovice zastávka                            | Zborovice zastávka                            |
| Kopfbahnhof Streckenende | 16,651               | Zborovice früher Zborowitz                    | Zborovice früher Zborowitz                    |

Die Bahnstrecke Kroměříž–Zborovice ist eine regionale Eisenbahnverbindung in Tschechien, die ursprünglich von der Actien-Gesellschaft der priv. Kremsierer Eisenbahn als Lokalbahn Kremsier–Zborowitz erbaut und betrieben wurde. Sie verläuft von Kroměříž (Kremsier) nach Zborovice (Zborowitz).
Nach einem Erlass der tschechischen Regierung ist die Strecke seit dem 20. Dezember 1995 als regionale Bahn („regionální dráha“) klassifiziert.

## Geschichte
Initiator der Lokalbahn Kremsier–Zborowitz waren die Hanaischen Zuckerfabriken. Die Kremsierer Eisenbahn bewarb sich für die Konzession und erhielt sie am 4. August 1881. Teil der Konzession war die Verpflichtung, die Strecke binnen sechs Monaten fertigzustellen und „dem öffentlichen Verkehre zu übergeben“. Ausgestellt war die Konzession bis zum 30. Juni 1970.

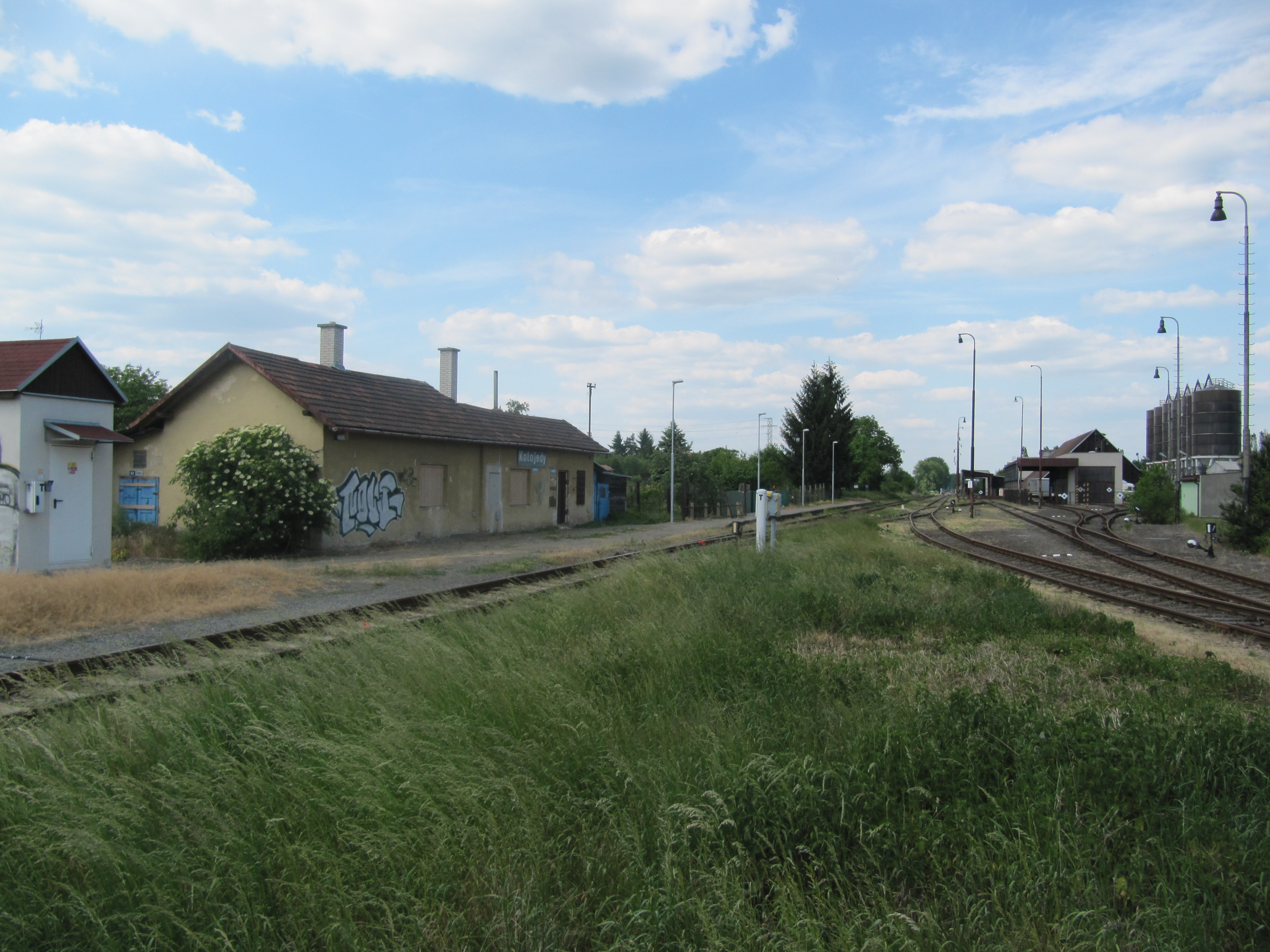
Haltestelle Kotojedy (2012)

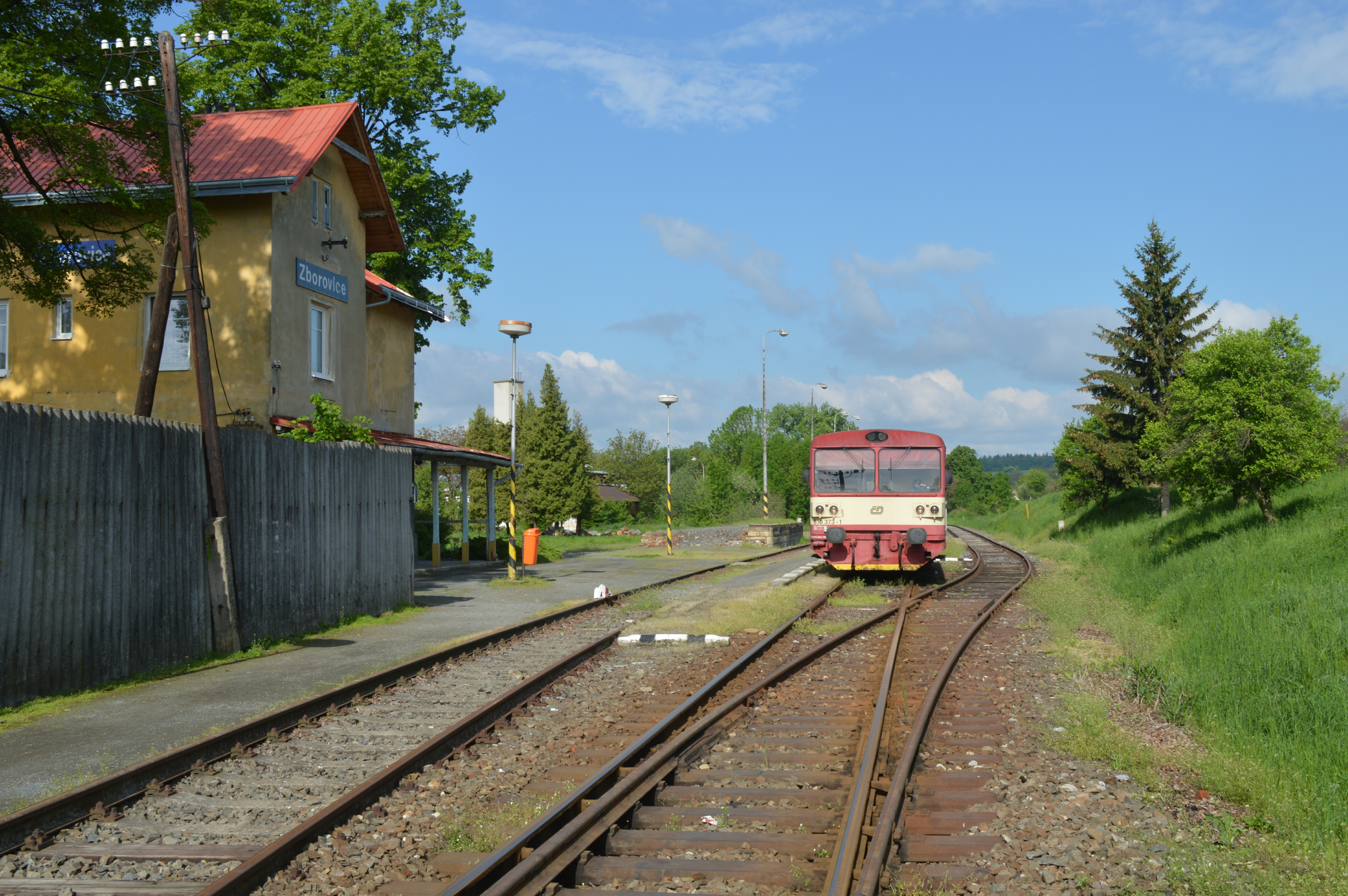
Bahnhof Zborovice (2013)

Eröffnet wurde die Strecke am 23. Oktober 1881 zunächst nur für den Güterverkehr, am 1. November 1881 auch für den Personenverkehr. Den Betrieb führte die k.k. priv. Kaiser Ferdinands-Nordbahn (KFNB) für Rechnung der Kremsierer Eisenbahn aus. Ab dem 15. September 1883 führte die Kremsierer Eisenbahn ihren Betrieb selbst aus.
Am 1. Jänner 1887 wurde die Kremsierer Eisenbahn Teil der KFNB und als eigenständige Gesellschaft aufgelöst. Die Strecke Kremsier–Zborowitz verblieb als eigenständige Lokalbahn im Netz der KNFB.
Nach der Verstaatlichung der KFNB am 1. Januar 1906 kam die Strecke zum Netz der k.k. Staatsbahnen (kkStB). Ab 1. Januar 1907 übernahmen die kkStB auch die Betriebsführung. Im Jahr 1912 wies der Fahrplan der Lokalbahn täglich vier gemischte Zugpaare 2. und 3. Klasse aus. Ein weiteres verkehrte sonn- und feiertags. Sie benötigten für die 17 Kilometer lange Strecke etwa eine Stunde.
Nach dem Ersten Weltkrieg kam die Strecke zu den neu gegründeten Tschechoslowakischen Staatsbahnen (ČSD).
Im Zweiten Weltkrieg lag die Strecke zur Gänze im Protektorat Böhmen und Mähren. Betreiber waren jetzt die Protektoratsbahnen Böhmen und Mähren (ČMD-BMB). Am 9. Mai 1945 kam die Strecke wieder vollständig zu den ČSD.
Anfang der 1950er Jahre kam es zu einer signifikanten Verdichtung des Fahrplanes. Bis zu neun Zugpaare bedienten die Strecke. In den 1970er Jahren wurden die bisherigen lokomotivbespannten Züge durch moderne Triebwagen abgelöst.
Am 1. Januar 1993 ging die Strecke im Zuge der Auflösung der Tschechoslowakei an die neu gegründeten České dráhy (ČD) über. Seit 2003 gehört sie zum Netz des staatlichen Infrastrukturbetreibers Správa železniční dopravní cesty (SŽDC).
Im Fahrplan 2012 wurde die Strecke täglich im Zweistundentakt von Personenzügen bedient.